# Айтбаева, Айым
Айым Айтбаева (1917, Челпек, Семиреченская область — 27 июня 1975) — советская киргизская писательница, член Союза писателей СССР (с 1959 года). Избиралась кандидатом в члены ЦК ВЛКСМ (в 1948 и 1950 год), членом ЦК ЛКСМ Киргизии (в 1948 и 1953 год), кандидатом в члены ЦК КП Киргизии (1956).

## Краткая биография
Айым Айтбаева родилась в селе Чельпек (ныне — в Ак-Суйском районе Иссык-Кульской области) в семье бедняка. В 1928—1929 годах воспитывалась в Пржевальском детдоме. В 1930 году поступила в ленинградский педагогический институт имени Герцена, но в связи с болезнью перевелась в Киргизский педагогический институт, который окончила в 1941 году. До 1948 года работала в редакции «Советтик Кыргызстан» литературным сотрудником, заведующей отделом.
В 1948—1949 годах работала редактором газеты «Ленинчил жаш», в 1949—1950 годах — секретарём ЦК ЛКСМ Киргизии. Затем училась в Высшей партийной школе при ЦК КПСС. В 1953—1956 годах работала редактором журнала «Жаш ленинчи» и газеты «Ленинчил жаш», в 1956—1959 годах — начальником Киргизглавлита при Совете Министров Киргизской ССР. В 1962—1973 годах работала ответственным секретарём журнала «Кыргызстан аялдары».

## Творчество
Литературная деятельность Айым Айтбаевой началась в 1936 году. В этом году в газете «Кыргызстан пионери» были опубликованы рассказы для детей «Чёрный цыплёнок» и «Первая школа». С 1940 года на страницах газеты «Советтик Кыргызстан» и «Ленинчил жаш» появлялись очерки и фельетоны.
В 1958 году в журнале «Ала-Тоо» была напечатана повесть «Жизнь зовёт». В 1960 году эта повесть вышла отдельной книгой в Киргизском государственном издательстве. Значительным событием в творческой биографии писательницы явилось создание ею романа «Капли крови». Многие произведения Айым Айтбаевой были переведены на русский и другие языки народов СССР.